# 日経HR
株式会社日経HR（ニッケイエイチアール、NIKKEI HUMAN RESOURSES）は、日本の就職・転職・人材情報、教育関連企業。日本経済新聞社の戦略子会社。
元々日経グループ内で人材情報を扱っていた株式会社日経人材情報（1979年設立）と、日経BPの関連会社で技術系の転職情報等を扱っていた株式会社日経BPエキスパート（2000年設立）が2006年4月に合併して誕生。現在は日経グループメディアと連携した就職・転職情報サイト（会員データプラットフォーム）の企画・開発・運営、コンテンツ提供、出版を主体に運営している。

## 主な事業
- 日経転職版
- 日経メディカルキャリア、日経DIキャリア、日経メディカルプロキャリア、日経メディカル経営サポート・開業サポート、日経メディカルAナーシングキャリア
- キャリエデュ（日経キャリア教育）
- キャリタス就活（運営協力）

（以上、会員データを元にしたリクルーティングマッチング事業・WEBメディア事業）
- 日経キャリアマガジン（資格・学び・転職情報誌）就職・転職関連の書籍、ムックの発行
- 人材紹介事業

## 来歴
- 2021年12月1日 - 子会社で薬剤師向けの求人・転職サイトなどを運営する日経HRエージェントを吸収合併[1]